# Gens Artoria

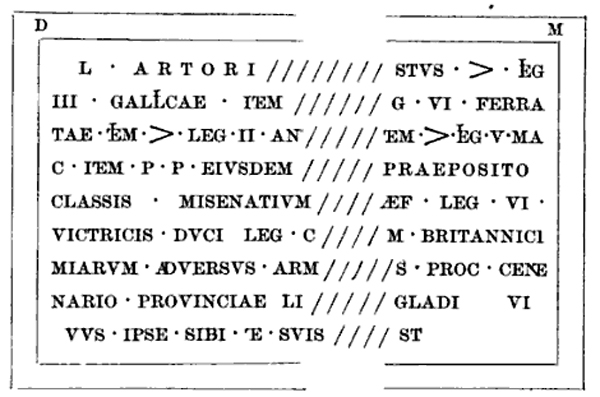
Trascrizione del 1887 della iscrizione sul sarcofago di Lucio Artorio Casto a Podstrana.

La gens Artoria era una gens romana del rango equestre. Un numero cospicuo di membri è conosciuto attraverso le fonti epigrafiche e scritte. Durante gli ultimi anni dell'Impero alcuni di loro entrarono a far parte del rango senatorio.

## Origini
Negli anni sono state proposte diverse origini linguistiche per il gentilizio Artorius.
Schulze, Herbig e Salomies suggeriscono che l’origine del nomen venga dall'etrusco Arnthur ma la latinizzazione in Artor è alquanto forzata.
Altri studiosi hanno proposto un'origine messapica identificando il gentilizio nel nome Artorres, un gentilizio dello stesso tipo di Platorres e Taotorres che trovano corrispondenze nei gentilizi
romani. Altri invece hanno suggerito una derivazione del nome gallese “Arthur” dal gentilizio "Artorius".

## Praenomina
I principali prenomi degli Artorii erano Lucio, Caio, Marco e Quinto, quattro dei nomi più comuni in tutta la storia romana. I prenomi meno usati degli Artorii includeva Gneo, Sesto e Tito, e ci sono alcuni esempi di altri nomi.

## Rami e cognomina
Gli Artorii non sembrano essere stati divisi in famiglie distinte, ma alcuni di essi usavano cognomi comuni, come Secundus, che di solito indicava il figlio più giovane.

## Membri illustri

### Equestri e Senatori
- Artoros Maior, seconda metà del III o IV secolo a.C., Praeneste, marito di Mino Colionia.[7]
- Artorius, visse durante la seconda Guerra Punica, Capua, avversario di Cerrinus Vibellius Taurea.[8]
- C. Artorius Proculus, 104-31 a.C., grammatico citato da Quintiliano che considerava il tropo come figura retorica.[9]
- Artoria, datato 84 a.C. durante il consolato di Gneo Papirio Carbone, Capua, patrona di Dipilus.[10]
- Marcus Artorius Asclepiades, morto nel 31 a.C. nel naufragio dopo la battaglia di Azio, Smirne, fu medico e amico di Augusto ed era con lui durante la battaglia di Filippi. Inoltre fu allievo di Asclepiade di Prusa insieme a Temisone di Laodicea. Tra i suoi pazienti troviamo Marco Antonio, Licinio Crasso e Cicerone.[11]
- Marcus Artorius, primo secolo a.C., Pompei, duoviro municipale.[12]
- Marcus Artorius Geminus, morto nel 10 d.C., Roma, legato e prefetto dell'erario militare, antenato di Traiano, per parte di madre.[13][14]
- Monime Artoria, datata tra il 50 a.C. e il 31, Napoli, moglie di Gaius Valerius.[15]
- Artoria, datata 50 a.C 50 d.C., Roma, una delle figlie di Geminus e moglie di Caius Marcius. Suo figlio, Quinto Marcio Barea Sorano, era il nonno di Marcia Furnilla, moglie dell'imperatore Tito e di Marcia la madre dell'imperatore Traiano .[14]
- Artoria, datata 50 a.C 50 d.C., Roma, un'altra figlia di Geminus e moglie di Caius Septicius.[14]
- Quintus Artorius Antiochus Priscus, citato da Fedro.[16]
- Caius Artorius Bassus, datato nel 43-59 d.C., Roma, pontefice edile, duoviro e curator; stando alla riforma di Augusto, secondo cui un aedilis doveva avere 36 anni, forse nacque intorno al 13.[17]
- Artorius Valens, datato tra il 58 e 71, Misenum, classiario della trireme Virtute. Era a Miseno insieme all'imperatrice Iulia Agrippina durante il suo esilio.[18][19]
- Artorius, durante la prima guerra giudaica, Gerusalemme, si salvò grazie alla sua astuzia ed è citato da Flavius Iosephus.[20]
- Artorius Histrianus, prima metà del primo secolo, Verona, appartenente alla tribu Poblilia fu quadriumviro e amministratore dell'erario.[21]
- Artoria Flaccilla, primo secolo, Roma, accompagnò suo marito Decimus Novius Priscus in esilio nel 65 insieme ad Annius Pollius e Glitius Gallus con le loro mogli Marcia Servilia Sorana e Egnatia Maximilla.[22]
- Marcus Artorius Priscus Vicasius Sabidianus, datato tra il 80 e 130 d.C., Roma, ottenne due tribunati. Il primo come tribuno delle truppe ausiliarie in Germania inferiore, il secondo come tribuno della legione VII Claudia Pia Fidelis a Viminacium in Mesia Superiore; fu quindi prefectus alae I Pannoniorum nella Mesia Inferiore. Fu anche praefectus Montis Berenicidis ed epistrategus Thebaidis tra il 115 e 117.[23]
- Caius Artorius Iulius Augendus, secondo secolo, Roma, messo e questore dell'erario nel tempio di Saturno.[24]
- Artoria, secondo secolo, Ostia, moglie di Lucius Fabius Eutychus, ufficiale di rango equestre ad Ostia, e madre di C. Domitius Fabius Hermogenes, che seguì le orme del padre e ottenne molti ruoli di responsabilità.[25]
- Artoria Auxesis, seconda metà del primo secolo, Visentium, moglie di Marcus Minatius Gallus, uno dei duoviri municipali.[26]
- Lucius Artorius Castus, secondo secolo, centurione in numerose legioni, primo pilo della legione V Macedonica, prefetto della flotta di Capo Miseno, comandante delle tre legioni in Britannia, governatore della Britannia tra il 187 e il 191[27] e infine per 6 anni fu governatore della Liburnia con il diritto di comminare pene capitali.[28][29]
- Artorius Heraclitus, secondo secolo, Smira, speculator della Legio IIII Flavia Felix nominato in un'iscrizione datata al 211 dove rivolge una dedica alla Dea Dardanica.[30]
- Titus Artorius Minervalis, datato intorno al 223, Canusium, nominato come aedilicius tra gli ufficiali municipali di Canosa.[31]
- Lucio Artorio Pio Massimo, nato nel 247 ad Efeso, fu legato della Celesiria (dopo il 1 marzo 286), proconsole d'Asia nel 287/298 e praefectus urbi di Roma.[32]
- Artorius Clytholias Maximus, Praefectus urbi tra il 361 e 363. Fu primo cugino di Costanzo Gallo.
- Caius Artorius Germanianus[33], quarto secolo, Roma, senatore nel 366.L'iscrizione del quarto secolo apre l'intrigante possibilità che egli sia San Germano di Auxerre, che fu dux e governatore prima di diventare vescovo.[34]
- Artorius Amachius, quarto secolo, Roma, marito di Aurelia visse durante il consolato di Filippo e Flavio Salia.[35]
- Artorius Iulianus Megethius, quinto secolo, Roma, contemporaneo di Vortigern, marito di Accia Maria Tulliana nipote del retore C. Marius Victorinus Afer.[36]
- Artoria Tulliana, quinto secolo, Roma, figlia di Megethius e di Maria Tulliana[36]
- Caius Artorius Celer, Sicca Veneria, filosofo epicureo che visse per anni 32.[37]
- Cnaeus Artorius Apollo, Roma, nativo di Perge e filosofo stoico, Marcus Licinius dedicò la stele.[38]
- Artorius Rufus, onorato da Festus, forse un grammatico.[39][40]
- Caius Artorius Maximus, Nazareth, amicus di C. Iulius Quartus entrambi della Legio IIII Flavia Felix.[41]
- Artorius, Roma, citato da Giovenale.Artorius e Catulus rappresentavano, forse, i due aristocratici impostori che vissero all'età di Tiberio[42] e che costrinsero Umbricius ad abbandonare Roma.

### Liberti
- Marcus Artorius Primus, datato 55 a.C., Pompei, liberto e architetto del teatro grande a Pompei.[43][44]
- Marcus Artorius Philero, Pompei, liberto la cui tomba si trova vicino l'Anfiteatro e la tomba di Lollia Chelidon presso Porta Nolana.[45]